# Katja von Garnier
Katja von Garnier (Wiesbaden, 15 dicembre 1966) è una regista e sceneggiatrice tedesca.

## Biografia
Ha studiato regia all'Accademia per la televisione e il cinema di Monaco di Baviera. Nel 1993 ha esordito con un mediometraggio, Donne senza trucco, che l'ha portata alla ribalta nazionale e internazionale. In seguito ha diretto il film Bandits: pur dividendo la critica, la pellicola ha ottenuto in patria un grande successo commerciale. Alla fine degli anni '90 Katja von Garnier si è trasferita negli Stati Uniti, dove ha diretto due pellicole. Ha nuovamente realizzato un film in Germania nel 2013, con il primo capitolo della fortunata saga Windstorm, di cui ha poi diretto anche due seguiti.

## Vita privata
Ha due figli, nati dal suo matrimonio con il collega e connazionale Markus Goller.

## Filmografia
- Donne senza trucco (Abgeschminkt!) (1993)
- Bandits (1997)
- Angeli d'acciaio (Iron Jawed Angels) (2004)
- Blood and Chocolate (Blood and Chocolate) (2007)
- Windstorm - Liberi nel vento (Ostwind) (2013)
- Forever and a Day: Scorpions (documentario, 2015)
- Windstorm 2 - Contro ogni regola (Ostwind 2) (2015)
- Windstorm 3 - Ritorno alle origini (Ostwind 3: Aufbruch nach Ora) (2017)